# کو اوتانی
کو اوتانی (انگلیسی: Kow Otani؛ زادهٔ ۱ مهٔ ۱۹۵۷) موسیقی‌دان اهل ژاپن است.